# Rio Grid (Părău)
O Rio Grid é um rio da Romênia, afluente do Părău, localizado no distrito de Braşov.